# Maria Angela Valle da Cunha
Maria Angela Valle da Cunha nasceu em 11 de maio de 1918, na cidade do Rio de Janeiro. É artista plástica, gravadora e escultora, e ocupa a cadeira 35 (José de Oliveira) da Academia Brasileira de Belas Artes. Na juventude jogou tênis e foi campeã brasileira na década de 1930 pelo Fluminense.

## Formação
Foi aluna do Instituto de Belas Artes (IBA) quando este ainda funcionava na Praia Vermelha. Acompanhou sua transferência para o Parque Lage, onde fez pós-graduação em gravura com Isabel Ponce, na década de 1960.

## Atuação
Foi professora da Escola de Artes Visuais do Parque Lage.
"Participou do Salão Feminino da Sociedade Brasileira de Belas-Artes, Rio de Janeiro (1967), apresentando – interpretando Debret n. 1 e n. 2 na Seção de Pintura e de Gravura e – Guerra das Formigas e Paisagem, na Seção de Desenho.”
Participou das seguintes Mostras:
- Exposição Geral de Belas Artes do IV Centenário (Escola Nacional de Belas Artes, GB, 1965);
- XV Salão Nacional de Arte Moderna (GB, 1966);
- Salão de Maio (Sociedade Brasileira de Belas Artes, GB, 1966)
- Exposição do Sesquicentenário da antiga Escola Nacional de Belas Artes (GB, 1966)[4]
- Mostra do Grupo Pesquisa na Galeria Guignard e no Salão de Maio[1]